# Věra Čáslavská
Věra Čáslavská (* 3. Mai 1942 in Prag; † 30. August 2016 ebenda) war eine tschechoslowakische Kunstturnerin. Sie liegt (Stand 2024) mit sieben Goldmedaillen auf Platz 6 der erfolgreichsten Olympiateilnehmerinnen bei Sommerspielen hinter Larissa Latynina, Katie Ledecky (9 × Gold), Birgit Fischer, Jenny Thompson und Isabell Werth (8 × Gold).

## Sportlicher Werdegang
Věra Čáslavská hatte zunächst als Eiskunstläuferin begonnen, bevor sie zum Kunstturnen kam. Ihre Goldmedaillensammlung begann sie mit drei Auszeichnungen bei den Olympischen Spielen 1964 in Tokio und setzte sie im Oktober 1968 bei den Olympischen Spielen in Mexiko-Stadt fort, wo sie viermal Gold (Pferdsprung, Stufenbarren, Boden [gemeinsam mit Larissa Petrik] und Achtkampf Einzel) und zweimal Silber (Balken und Achtkampf Mannschaft) gewann.
1968 wurde sie zur „Weltsportlerin des Jahres“ gewählt. Insgesamt gewann sie 22 internationale Titel.

## Politisches Engagement
Knapp vier Monate vor den Spielen in Mexiko hatte sie den Mut, das Manifest der 2000 Worte zu unterschreiben. Deshalb musste sie nach dem Einmarsch der Truppen des Warschauer Paktes in die Tschechoslowakei einige Wochen lang untertauchen. In einem Wald trainierte sie weiter, das Moos war ihre Matte, gefällte Bäume waren ihre Schwebebalken. Angesichts ihres Ruhms und der Hoffnung auf Medaillen durfte sie dann doch zu den Olympischen Spielen nach Mexiko reisen. Jede einzelne der dort gewonnenen Medaillen widmete sie einem Protagonisten des Prager Frühlings, darunter Alexander Dubček. Věra Čáslavská wurde neben Jacqueline Kennedy zur Frau des Jahres 1968.
Nach ihrem Rückzug vom aktiven Sport erhielt sie, weil sie das Manifest der 2000 Worte unterschrieben hatte, keine der üblichen Anstellungen für verdiente Bürger ihres Landes. Sie durfte das Land nicht verlassen und galt lange Zeit als Persona non grata. Sie arbeitete als Putzfrau und malte Ölgemälde. Věra Čáslavská widerrief im Gegensatz zu anderen bekannten Persönlichkeiten der Republik ihre Unterschrift nicht und durfte erst 1979 nach Mexiko ausreisen, wo sie als Trainerin arbeitete. Sie kehrte zurück, als ihr Bruder 33-jährig in Haft starb.
Nach dem Fall des Kommunismus im November 1989 wurde sie rehabilitiert. So war sie von 1990 bis 1992 Beraterin von Präsident Václav Havel und Präsidentin der tschechisch-japanischen Gesellschaft. 1996 wurde sie zur Präsidentin des Nationalen Olympischen Komitees gewählt.

## Privatleben
Kurz nach dem Ende der Spiele heiratete sie in Mexiko-Stadt den Leichtathleten Josef Odložil, den Gewinner der olympischen Silbermedaille über 1500 m von 1964. Die Ehe wurde 1987 geschieden.
In der Nacht des 6. August 1993 wollte ihr ehemaliger Ehemann Josef ihren gemeinsamen Sohn Martin zurechtweisen, der in eine Schlägerei geraten war. Die beiden gerieten aneinander. Dabei erlitt Josef Odložil nach einem Stoß von Martin eine schwere Kopfverletzung, an der er nach fünfwöchigem Koma starb. Nach drei Jahren Haft kam Martin durch einen Gnadenerlass frei.
Věra Čáslavská lebte zuletzt zusammen mit ihrer Tochter am Rande Prags. Sie wurde 1991 in die International Women’s Sports Hall of Fame und 1998 in die International Gymnastics Hall of Fame aufgenommen. 2010 wurde ihr der japanische mittlere Orden der Aufgehenden Sonne am Band verliehen.
Mitte 2015 ließ Čáslavská über das Tschechische Olympische Komitee mitteilen, dass bei ihr Bauchspeicheldrüsenkrebs diagnostiziert wurde. Sie starb Ende August 2016 im Alter von 74 Jahren an der Krebserkrankung. Věra Čáslavská ruht auf dem Friedhof des südlich von Prag gelegenen Ortes Černošice, Okres Praha-západ.